# Nome-segno

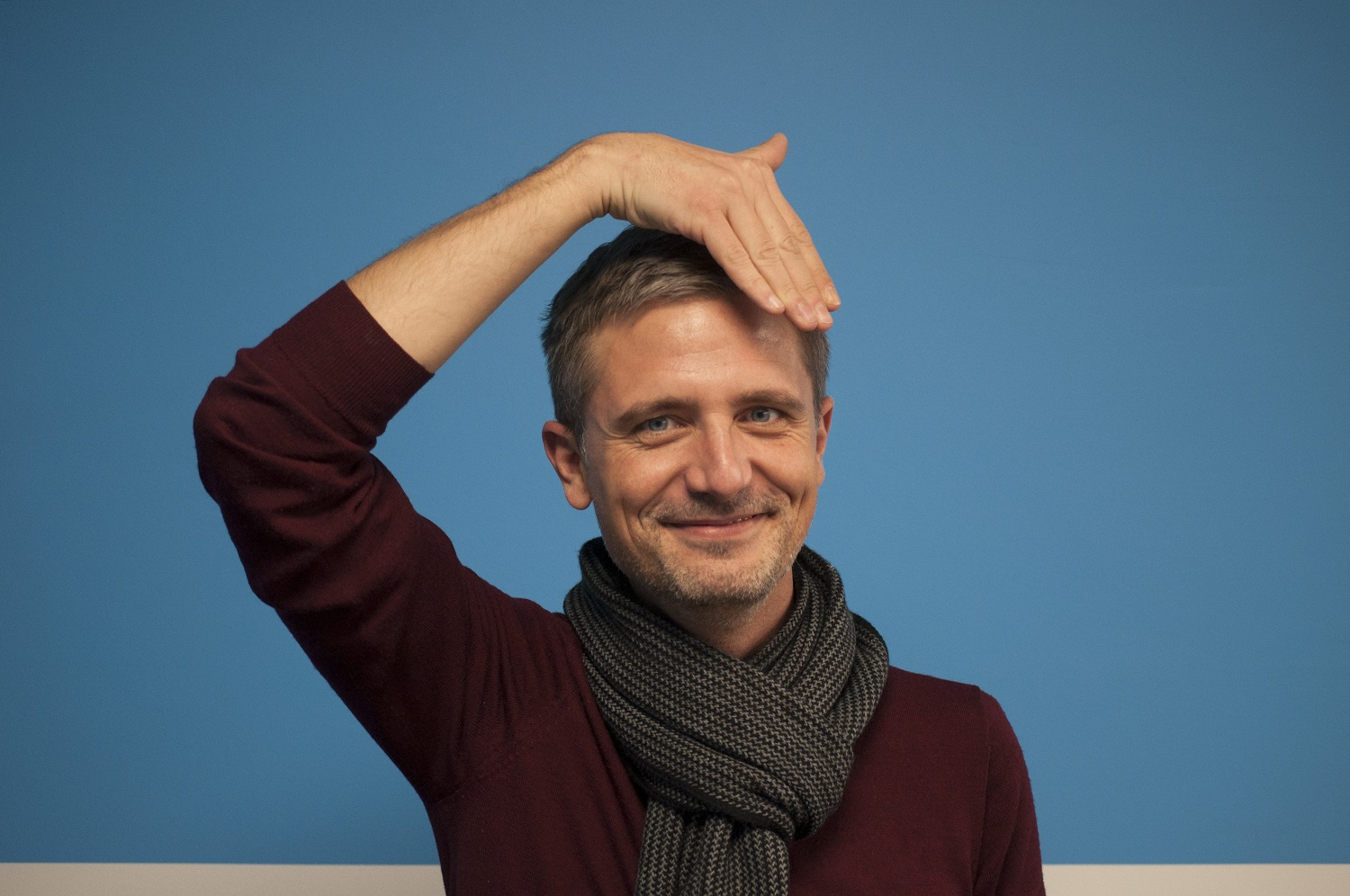
Il nome-segno di Donald Trump, eletto segno dell'anno 2016 dalla Federazione Svizzera dei Sordi

Un nome-segno è un segno speciale che viene utilizzato all'interno delle comunità sorde per identificare in modo univoco una persona. Fino a quando una persona non riceve un segno che la identifichi, il suo nome viene solitamente segnato attraverso l'alfabeto manuale, ed il suo utilizzo può variare in base alla collocazione geografica della comunità alla quale appartiene.

## Utilizzo
I nomi-segno si basano solitamente su caratteristiche fisiche della persona descritta, tuttavia il loro impiego muta in base al contesto di chi li usa.
Come accade con le parole nella lingua dei segni, i nomi vengono indicati attraverso un segno semplice e che tutti possano comprendere con facilità e naturalezza.
Quando nuovi termini iniziano ad essere utilizzati dalle persone, vengono indicati da molte comunità sorde attraverso l'alfabeto manuale; quando essi si diffondono ed iniziano a diventare di comune utilizzo, vi è la necessità di poterli indicare facilmente attraverso un segno.
Un esempio di questo fenomeno è il segno corrispondente a Donald Trump, eletto segno dell'anno 2016 dalla Federazione Svizzera dei Sordi: vista la necessità da parte dei media di nominarlo ricorrentemente durante la sua presidenza degli Stati Uniti d'America, si è diffuso nella lingua dei segni italiana un segno che richiama la sua stereotipica capigliatura.
Nella maggior parte delle comunità sorde, tra cui quelle italiane e svizzere, quando una persona inizia a frequentare abitualmente una comunità sorda, vi è la necessità di potersi riferire ad essa in modo semplice ed immediato; può venire attribuito alla persona un segno che rappresenti sue caratteristiche fisiche, la sua personalità, le sue origini, il suo lavoro o altre sue peculiarità; il segno può anche consistere nelle sue iniziali o nella traduzione del suo nome o cognome, anche in forme abbreviate, che andranno ad evolversi nel tempo in un segno univoco.
Altre comunità, tra cui quelle britanniche e giapponesi, non ricorrono all'uso di nomi-segno specifici, ma vedono le persone chiamate attraverso un normale segno lessicale ad esse correlato.